# Ctenogobiops mitodes
Ctenogobiops mitodes là một loài cá biển thuộc chi Ctenogobiops trong họ Cá bống trắng. Loài cá này được mô tả lần đầu tiên vào năm 2007.

## Từ nguyên
Tính từ định danh mitodes được ghép bởi hai âm tiết trong tiếng Hy Lạp cổ đại: mítos (μίτος; “sợi chỉ”) và hậu tố ṓdēs (ώδης; “giống như, tương tự”), hàm ý đề cập đến gai vây lưng thứ hai vươn dài thành tia sợi của loài cá này.

## Phân bố và môi trường sống
C. mitodes có phân bố tập trung ở Tây Thái Bình Dương, từ quần đảo Đông Sa trải dài về phía nam, từ đảo Flores, Indonesia về phía đông đến Fiji, ngược lên phía bắc đến quần đảo Marshall, xa về phía nam đến rạn san hô Great Barrier (Úc) và Nouvelle-Calédonie; được ghi nhận thêm ở Malaysia và Philippines.
C. mitodes sống trên nền đáy cát bùn và đá vụn của đầm phá và rạn san hô, độ sâu khoảng 9–21 m.

## Mô tả
Chiều dài cơ thể lớn nhất được ghi nhận ở C. mitodes là 5,3 cm. Loài này có màu trắng với 4 hàng đốm nâu. Hàng đốm thứ ba có các đốm lớn nhất và thuôn dài thành vạch ngắn, các đốm ở trước thường bao quanh bởi các chấm xanh lam nhạt. Hai bên má có một hàng gồm 3 đốm đen. Phía sau rìa dưới của mắt có vệt xiên màu lam và vàng, theo sau là các vệt tương tự ở nắp mang. Sọc cong màu lam và vàng từ trên mắt ngược lên gốc vây lưng. Phần dưới của vây ngực có đốm trắng.
Số gai vây lưng: 7; Số tia vây lưng: 11; Số gai vây hậu môn: 1; Số tia vây hậu môn: 11; Số gai vây bụng: 1; Số tia vây bụng: 5; Số tia vây ngực: 18–19.
C. mitodes dễ xác định nhầm với Ctenogobiops pomastictus, nhưng có thể phân biệt qua những đặc điểm sau:
- C. mitodes chỉ có một hàng 3 đốm đen trên má, C. pomastictus có tới hai hàng.
- C. pomastictus có nhiều chấm vàng ở hai bên thân và một vết đen hình bán nguyệt phía trên mõm (không có ở C. mitodes).
- Gai vây lưng thứ hai vươn dài, đặc trưng của C. mitodes.

## Sinh thái
C. mitodes sống cộng sinh với tôm gõ mõ Alpheus và sử dụng hang của tôm làm nơi trú ẩn.